# Science Channel
Science Channel — кабельный и спутниковый телеканал из серии каналов Discovery Channel, которые производит Warner Bros. Discovery. Программы Science Channel посвящены науке и охватывают многие её сферы (космос, технологии, геологию, животный мир).

## О канале
Телеканал был запущен в 1996 году и в начальный период работы назывался Discovery Science Network. С 1 октября 1998 года он был переименован в Discovery Science Channel / Discovery Sci-Trek Channel, а с 1 апреля 2003 года — в The Science Channel / Discovery Science. Окончательное формирование вещательной концепции канала завершилось в апреле 2003 года, когда в его программу были включены новые передачи, а старые были усовершенствованы. После ребрендинга в 2007 году канал был переименован в Science Channel.
Одновременно с этим ребрендингом, в декабре 2007 года у канала появился новый логотип.
Дизайн логотипа похож на графическое изображение элемента периодической системы, как он обычно изображается, а аббревиатура Sc — обозначение химического элемента скандий. В следующем (2008) году программное наполнение этого канала несколько изменилось: сетка вещания стала включать в себя больше передач для молодёжной и взрослой аудитории, а почти все программы для школьников были из неё убраны.
В Юго-Восточной Азии, Европе и Австралии канал до сих пор вещает под названием Discovery Science. В России начал вещание с 28 сентября 1999 года с переводом программ на русский язык, при этом программирование локальной версии канала ничем не отличается от оригинальной.
23 декабря 2016 года Discovery Communications представила новый логотип телеканала, впервые с 2011 года. Этот ребрендинг был проведён при непосредственном участии компании Sibling Rivalry, нью-йоркского дизайнерского агентства.

## Передачи
- 100 великих открытий
- Дело техники (англ. The Tech Show)
- За гранью
- Завтра и послезавтра (англ. Beyond Tomorrow) — программа, позволяющая заглянуть в будущее наших городов.
- Загрузка: Подлинная история Интернета (англ. Download: The True Story Of The Internet) — серия документальных фильмов об истории интернета[11].
- Как устроена Вселенная — цикл передач о Вселенной.
- Как это работает?[12] (англ. How it's made) — научно-популярная передача, рассказывающая и показывающая то, как производятся изделия, которые мы видим в повседневной жизни.
- Короли строек
- Мегамир
- Головоломы (Мозголомы) (англ. Brainiacs) — юмористическая научно-популярная информационно-развлекательная программа в которой проводятся эксперименты и даются ответы на простые, но интересные вопросы.
- Наука в кино (англ. Science of the movies) — развлекательная передача, рассказывающая о технологиях, используемых при съемке кинофильмов.
- Научная нефантастика (англ. Sci Fi Science: Physics of the Impossible). Ведущий — Мичио Каку.
- Невероятные гонки
- Оружие будущего
- Пищевая фабрика[13]
- Поймаешь — получишь
- Разрушители легенд (англ. MythBusters) — известная научно-популярная передача с участием Джейми Хайнемана и Адама Севиджа. В ней эффектно проводятся экспериментальные проверки различных баек, слухов, городских легенд и других порождений популярной культуры.
- Разрушители легенд: Кастинг (англ. MythBusters: The Search)
- Разрушители легенд. Дети (англ. MythBusters Jr.)
- Сквозь червоточину с Морганом Фриманом (англ. Through the Wormhole with Morgan Freeman)
- Странные связи (англ. Weird Connections)
- Темные материи: Запутанные, но правдивые (англ. Dark Matters Twisted But True) — о некоторых необъяснимых явлениях и событиях.
- Фантасты-предсказатели (англ. Prophets of Science Fiction)[14][15]
- Шоу гаджетов / Круче не придумаешь (англ. The Gadget Show)
- Экополис (англ. Ecopolis)
- Экотехнология — технологии, которые помогут уже завтра решить проблемы глобального потепления, переработки отходов или добычи энергии.

и др.